# کندو (فیلم ۲۰۱۴)
کندو (به انگلیسی: The Drop) یک فیلم درام جنایی محصول سال ۲۰۱۴ آمریکا، به کارگردانی میخائل روسکام و نویسندگی دنیس لهان می‌باشد؛ و بر اساس داستان کوتاهی به نام نجات حیوان نوشته همین نویسنده ساخته شده‌است. در این فیلم بازیگرانی همچون تام هاردی، نومی راپاس، جیمز گاندولفینی و ماتیاس اِسکونارتس ایفای نقش می‌کنند. این فیلم در تاریخ ۱۲ سپتامبر ۲۰۱۴، توسط استودیوی فاکس سرچ لایت پیکچرز اکران شده‌است.

## خلاصه داستان
باب ساگینوفسکی (تام هاردی) یک متصدی بار منظم، سخت کوش و درونگرا است، که سعی می‌کند در زندگی سرش به کار خودش باشد و از خطر دوری کند. باب برای عموزاده اش مارف (جیمز گاندولفینی) کار می‌کند. مارف، عضو سابق خلاف‌کارهای بروکلین، مشکلات مالی دارد. بار او -که دیگر به او تعلق ندارد- کندوی جمع‌آوری پول‌های گانگسترهای چچنی است. شبی بار مورد دستبرد قرار می‌گیرد، رؤسای مارف به او مشکوک می‌شوند و از او می‌خواهند تا ۵۰۰۰ دلار ربوده شده را پیدا کند و به او هشدار می‌دهند که اگر نتواند رد دزدها را پیدا کند خودش باید این پول را برگرداند و باب تصمیم دارد تا به مارف کمک کند. غافل از اینکه …